# Hakuto-jinja

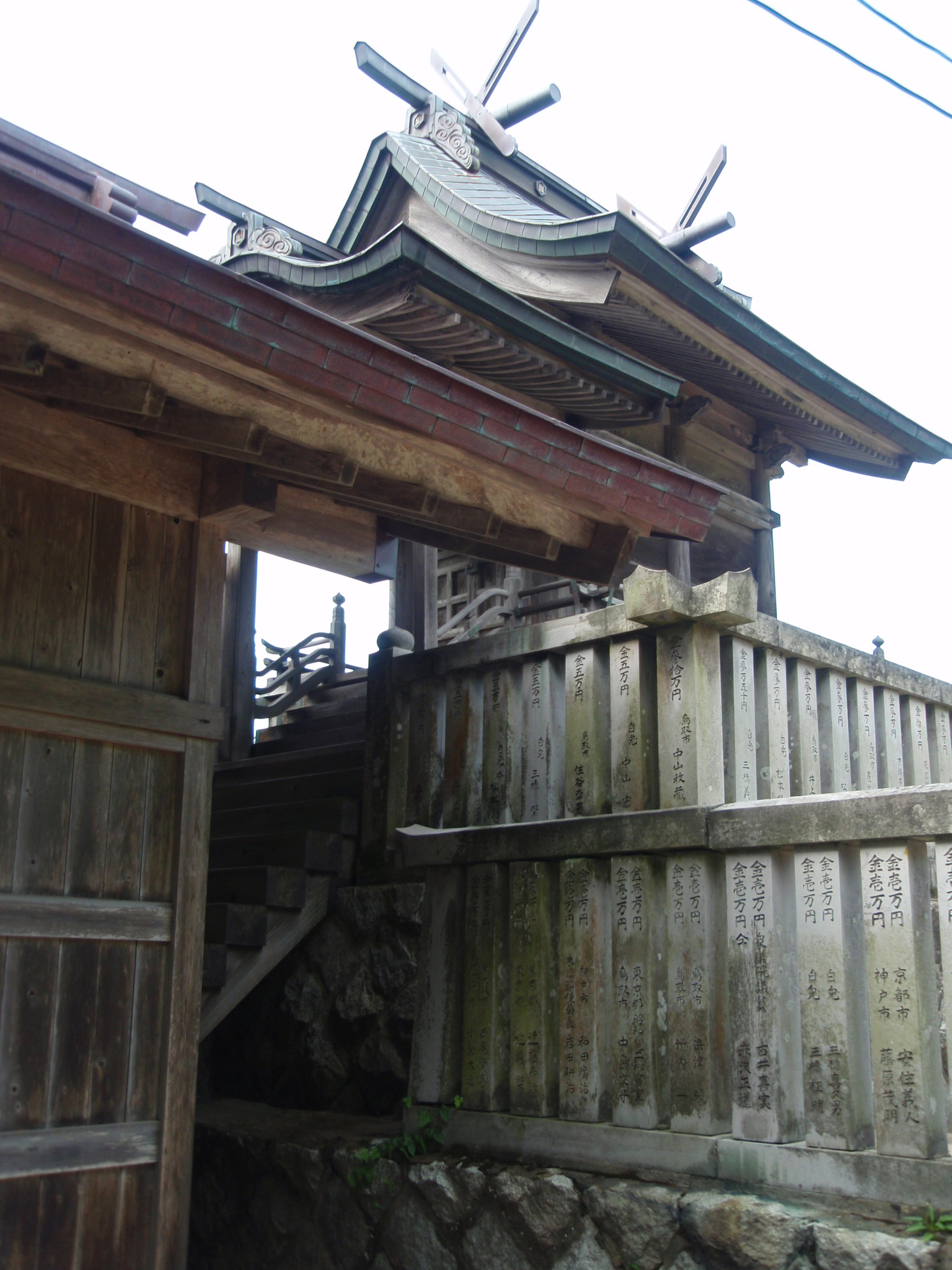
Honden : bâtiment principal du sanctuaire Hakuto.

Le Hakuto-jinja (白兎神社) est un sanctuaire shinto situé à Tottori, préfecture de Tottori au Japon.
En 1937, ses arbres sont désignés « monuments naturels ».